# Thae Su Nyein
Thae Su Nyein (24 tháng 5 năm 2007) là một người mẫu và hoa hậu đến từ Myanmar. Cô giành danh hiệu Hoa hậu Grand Myanmar 2024, đại diện cho đất nước mình tại Hoa hậu Grand International 2024, nơi cô giành được vị trí Á hậu 2. Tuy nhiên, sau đó, cô bị thu hồi danh hiệu vì hành vi được cho là không phù hợp từ phía cô và giám đốc quốc gia Myanmar.

## Tham gia các cuộc thi

### Hoa hậu Grand Myanmar 2024
Vào tháng 12 năm 2023, Thae Su Nyein đã giành chiến thắng tại cuộc thi Hoa hậu Grand Myanmar 2024 sau màn trình diễn xuất sắc tại cuộc thi quốc gia.

### Hoa hậu Grand International 2024
Thae Su Nyein đại diện Myanmar tại Hoa hậu Grand International 2024, tổ chức tại Thái Lan vào tháng 10 năm 2024, và giành danh hiệu Á hậu 2, đồng thời nhận được các giải thưởng như "Hoa hậu Da đẹp" và "Hoa hậu I’Aura".

## Scandal và Thu hồi danh hiệu
Vào ngày 28 tháng 10 năm 2024, tổ chức Hoa hậu Grand International thông báo thu hồi danh hiệu Á hậu 2 của Thae Su Nyein do những hành động được cho là không phù hợp từ phía cô và giám đốc quốc gia Myanmar trong và sau cuộc thi.

## Danh sách phim đã đóng

### bộ phim
| Năm | Tên phim (Tiếng Myanmar) | Tên phim (Tiếng Anh)  | Nhân vật / Thể loại |
| --- | ------------------------ | --------------------- | ------------------- |
| TBA | မေ့မေ့အချစ်ဦး                   | Echoes of First Loves | သဲသဲဇလပ်ဖြူ              |